# Мод Фландерс
Мод Фландерс (енгл. Maude Flanders) је измишљени лик из анимиране ТВ серије Симпсонови, глас су јој је позајмиле Меги Росвел и Марша Мицман Гејвен. Мод је била Недова супруга и мајка Рода и Тода. Мод је погинула у 11. сезони серије.